# Liste der Auslandsvertretungen der Slowakei

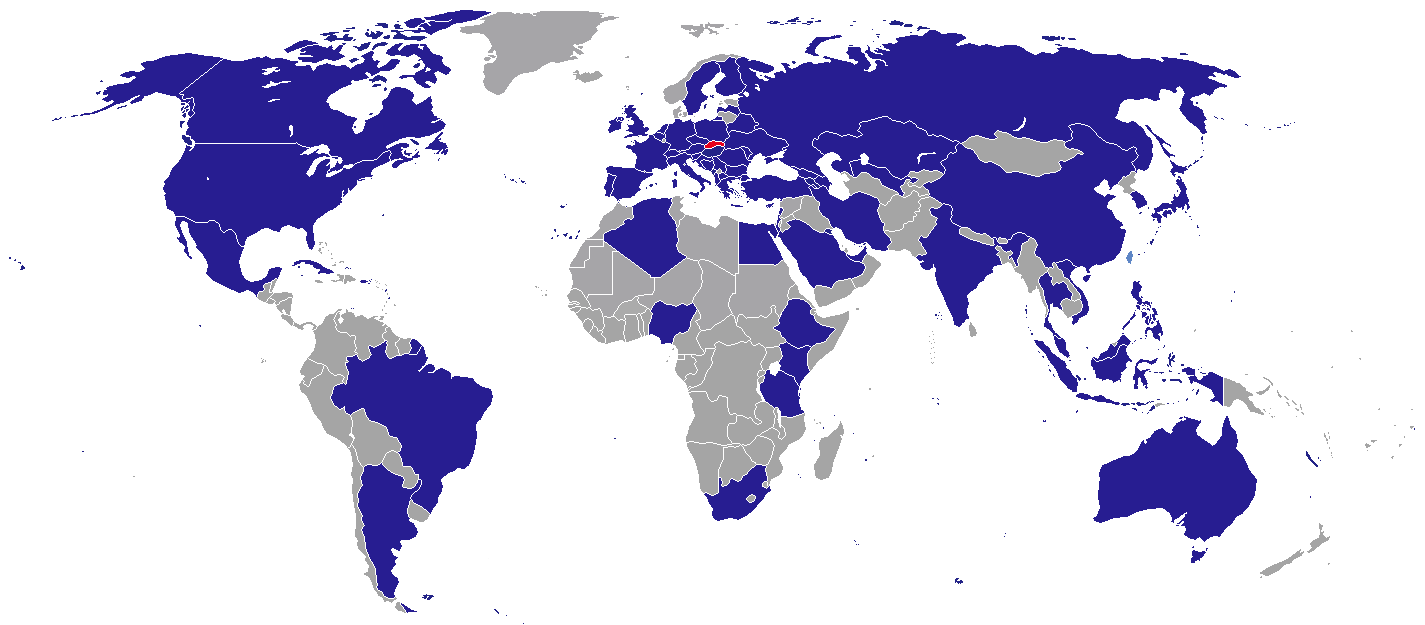
Standorte der diplomatischen Vertretungen der Slowakei

Dies ist eine Liste der diplomatischen Vertretungen der Slowakei. Die Slowakei unterhält ein Netzwerk von 63 Botschaften weltweit.

## Diplomatische Vertretungen

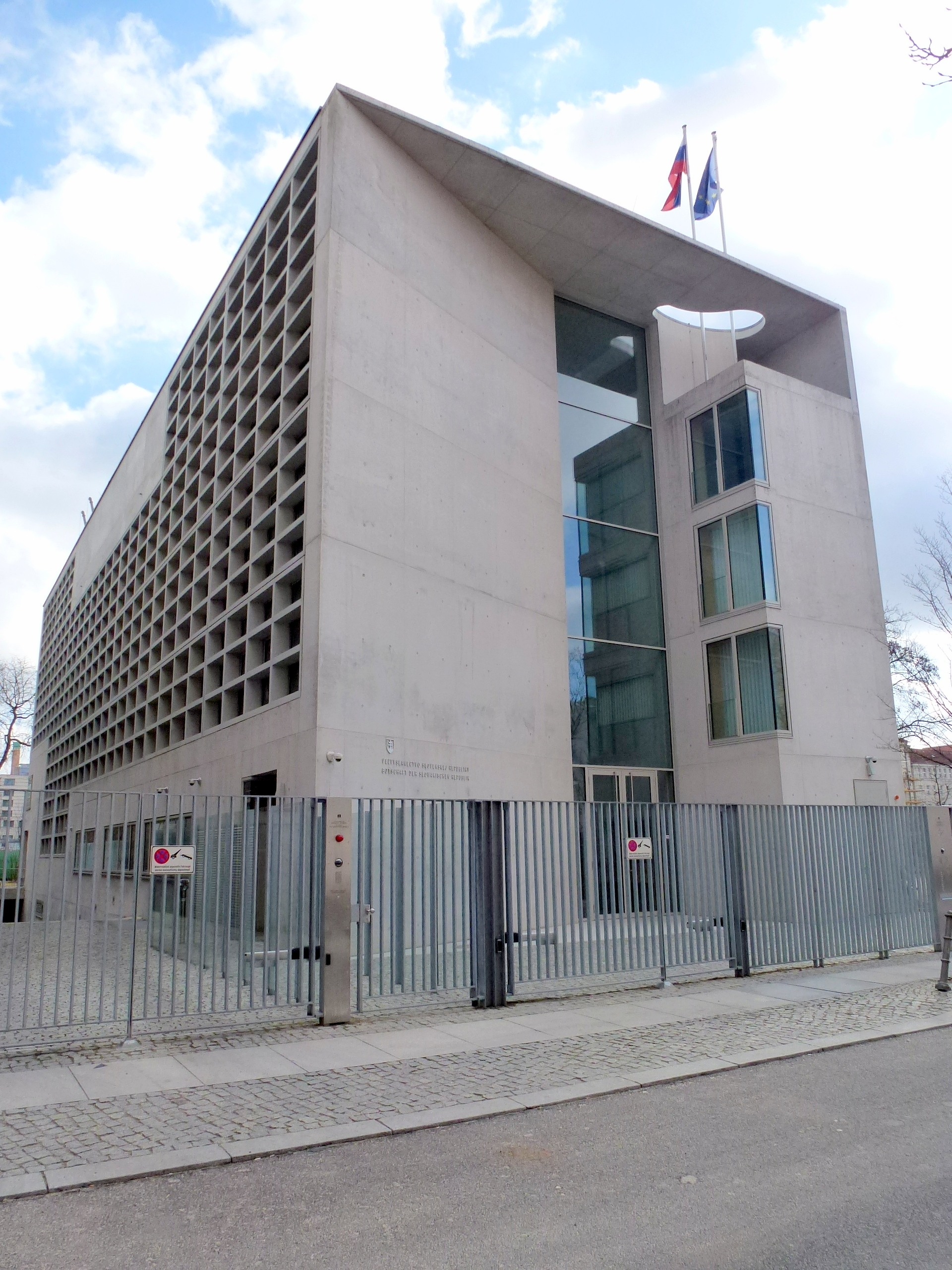
Slowakische Botschaft in Berlin

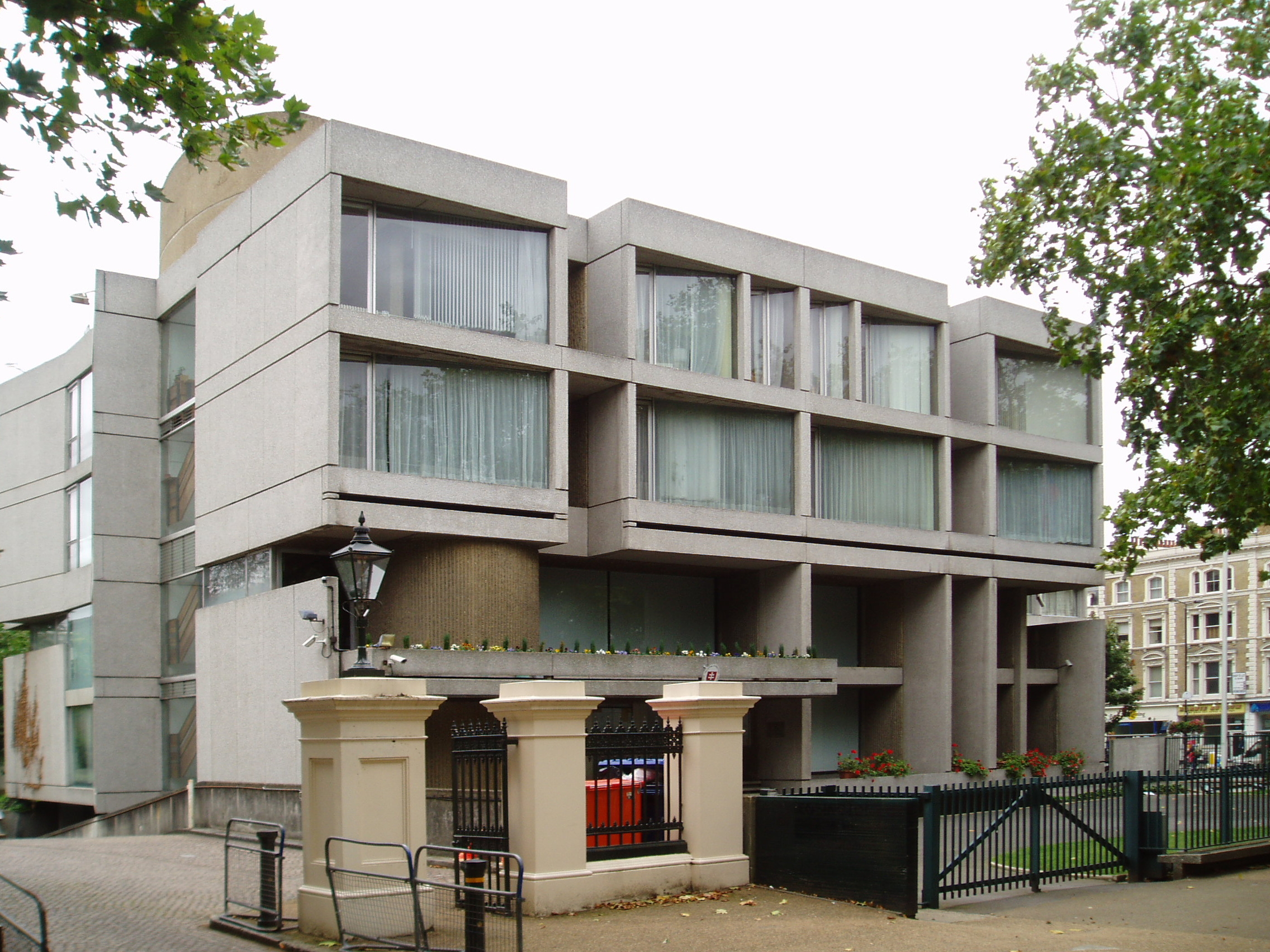
Slowakische Botschaft in London

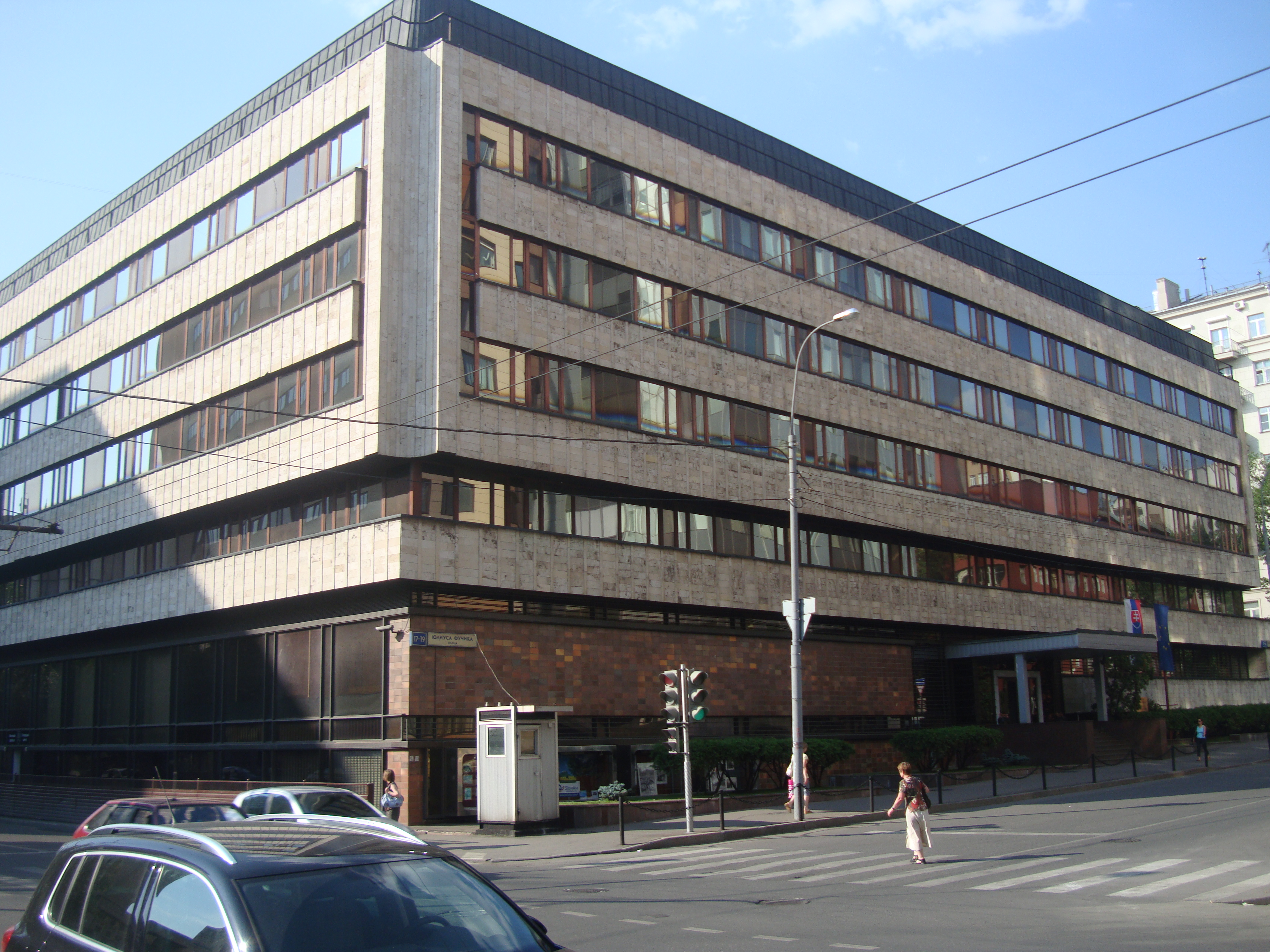
Slowakische Botschaft in Moskau

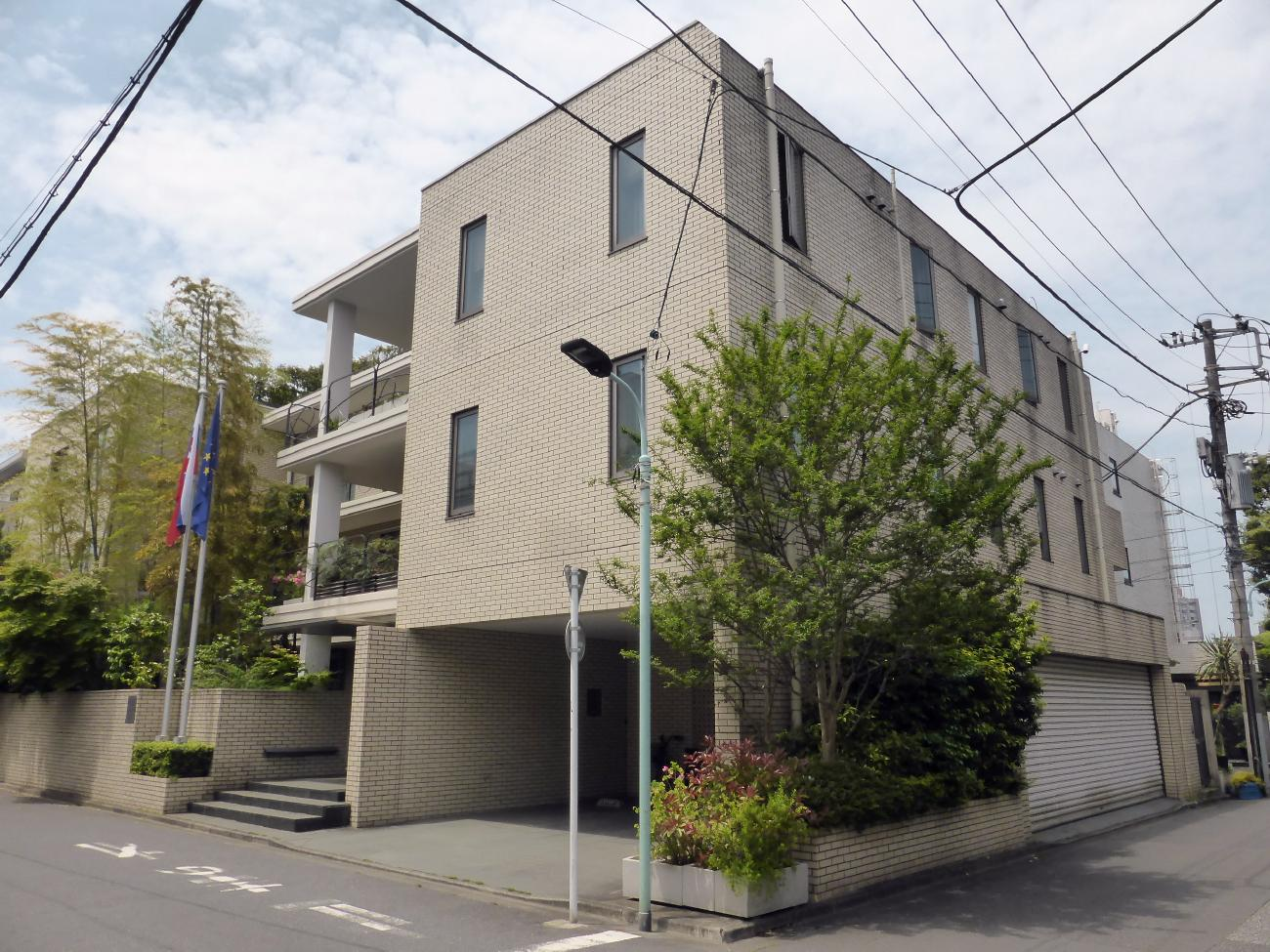
Slowakische Botschaft in Tokio

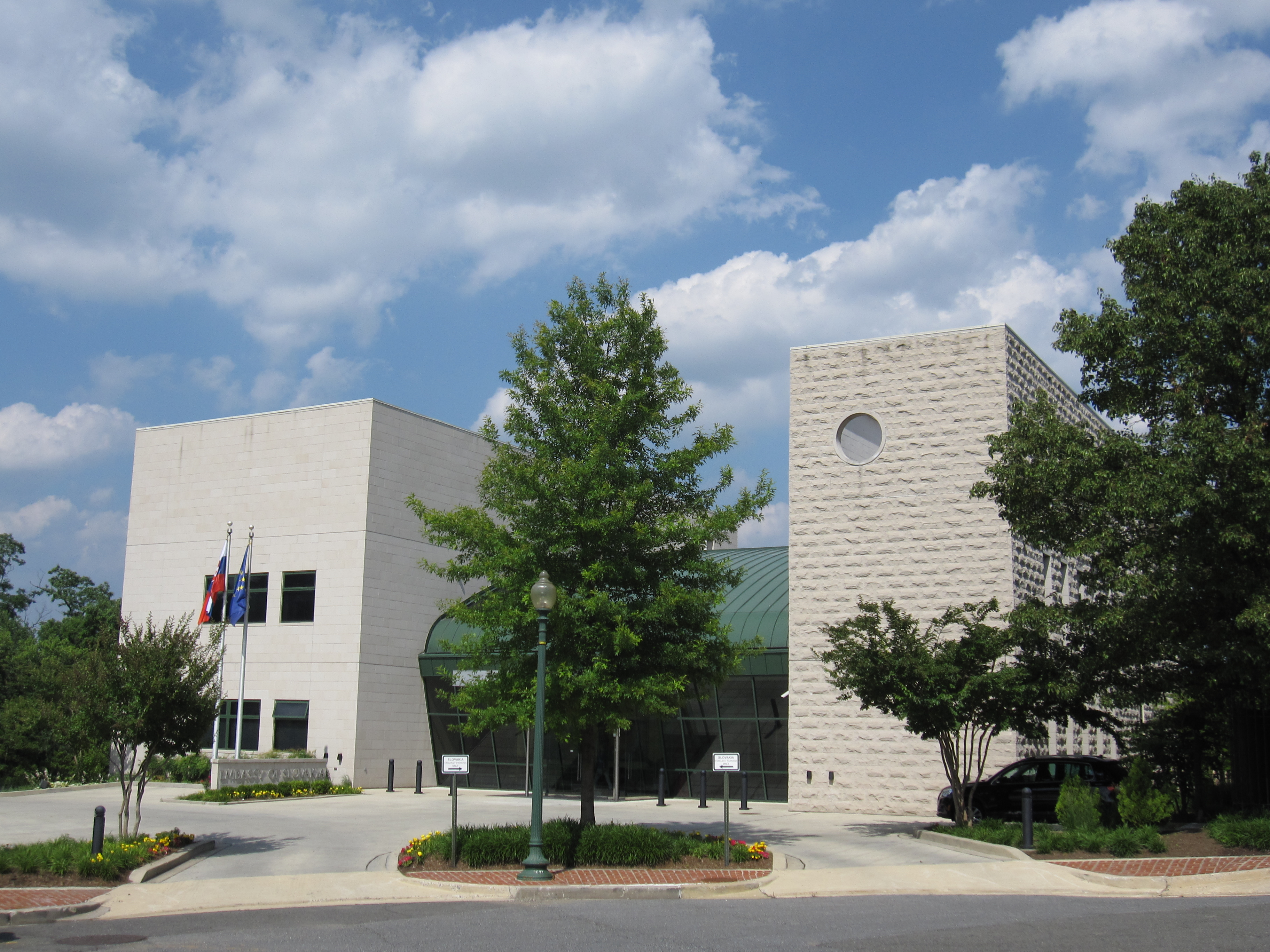
Slowakische Botschaft in Washington, D.C.

### Afrika
| - Ägypten: Kairo, Botschaft - Äthiopien: Addis Abeba, Botschaft - Kenia: Nairobi, Botschaft | - Nigeria: Abuja, Botschaft - Südafrika: Pretoria, Botschaft |

### Asien
| - Volksrepublik China: Peking, Botschaft - Volksrepublik China: Shanghai, Generalkonsulat - Indien: Neu-Delhi, Botschaft - Indonesien: Jakarta, Botschaft - Irak: Bagdad, Botschaft - Iran: Teheran, Botschaft - Israel: Tel Aviv, Botschaft - Japan: Tokio, Botschaft | - Kasachstan: Astana, Botschaft - Kuwait: Kuwait, Botschaft - Südkorea: Seoul, Botschaft - Taiwan: Taipei, Slowakisches Wirtschafts- und Kulturbüro - Thailand: Bangkok, Botschaft - Usbekistan: Taschkent, Botschaft - Vereinigte Arabische Emirate: Abu Dhabi, Botschaft - Vietnam: Hanoi, Botschaft |

### Australien und Ozeanien
- Australien: Canberra, Botschaft

### Europa
| - Albanien: Tirana, Botschaft - Belgien: Brüssel, Botschaft - Bosnien und Herzegowina: Sarajevo, Botschaft - Bulgarien: Sofia, Botschaft - Dänemark: Kopenhagen, Botschaft - Deutschland: Berlin, Botschaft - Deutschland: München, Generalkonsulat - Finnland: Helsinki, Botschaft - Frankreich: Paris, Botschaft - Georgien: Tiflis, Botschaft - Griechenland: Athen, Botschaft - Irland: Dublin, Botschaft - Italien: Rom, Botschaft - Kroatien: Zagreb, Botschaft - Lettland: Riga, Botschaft - Nordmazedonien: Skopje, Botschaft - Moldau: Chișinău, Botschaft - Montenegro: Podgorica, Botschaft - Niederlande: Den Haag, Botschaft - Norwegen: Oslo, Botschaft - Österreich: Wien, Botschaft | - Polen: Warschau, Botschaft - Polen: Krakau, Generalkonsulat - Portugal: Lissabon, Botschaft - Rumänien: Bukarest, Botschaft - Russland: Moskau, Botschaft - Russland: St. Petersburg, Generalkonsulat - Schweden: Stockholm, Botschaft - Schweiz: Bern, Botschaft - Serbien: Belgrad, Botschaft - Slowenien: Ljubljana, Botschaft - Spanien: Madrid, Botschaft - Tschechien: Prag, Botschaft - Türkei: Ankara, Botschaft - Türkei: Istanbul, Generalkonsulat - Ukraine: Kiew, Botschaft - Ukraine: Uschhorod, Generalkonsulat - Ungarn: Budapest, Botschaft - Ungarn: Békéscsaba, Generalkonsulat - Vereinigtes Königreich: London, Botschaft - Belarus: Minsk, Botschaft - Zypern: Nikosia, Botschaft |

### Nordamerika
| - Kanada: Ottawa, Botschaft - Kuba: Havanna, Botschaft - Mexiko: Mexiko-Stadt, Botschaft | - Vereinigte Staaten: Washington, D.C., Botschaft - Vereinigte Staaten: New York, Generalkonsulat |

### Südamerika
- Argentinien: Buenos Aires, Botschaft
- Brasilien: Brasília, Botschaft

## Vertretungen bei internationalen Organisationen
- Europäische Union: Brüssel, Ständige Vertretung
- Europarat: Straßburg, Ständige Vertretung
- NATO: Brüssel, Ständige Vertretung
- Vereinte Nationen: New York, Ständige Vertretung
- Vereinte Nationen: Genf, Ständige Vertretung
- Organisation für Sicherheit und Zusammenarbeit in Europa (OSZE): Wien, Ständige Vertretung
- Organisation der Vereinten Nationen für Erziehung, Wissenschaft und Kultur (UNESCO): Paris, Ständige Vertretung
- Heiliger Stuhl: Vatikanstadt, Botschaft